# 形影 菊池寛と佐佐木茂索
『形影 菊池寛と佐佐木茂索』（けいえい きくちかんとささきもさく）は、松本清張による評伝。『文藝春秋』1982年2月号から同年5月号に連載され、1982年10月に文藝春秋から単行本が刊行された。
文藝春秋の創立・発展に携わった菊池寛と佐佐木茂索の人物と作品を辿った評伝。タイトルの「形影」は、菊池寛の『半自叙伝』から取られた言葉で、文藝春秋での2人の「形影相伴う」コンビとしての関係を指している。

## 内容

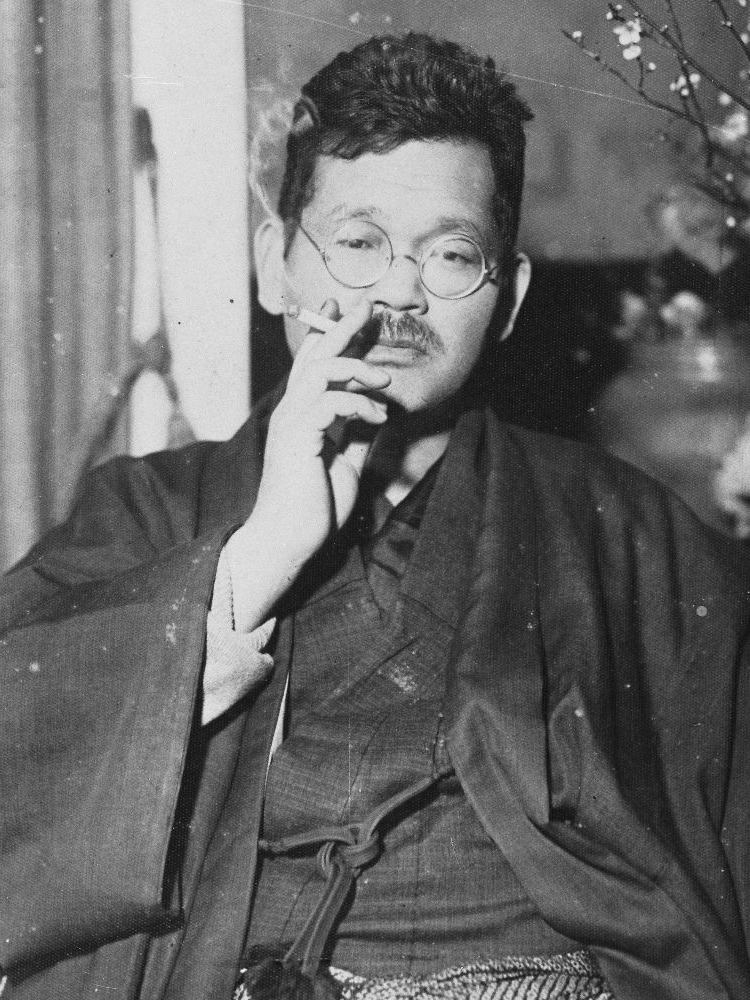
菊池寛

- 著者による立項が特に為されているわけではないが、本作中おもに触れられている話題を挙げる。
  - 菊池寛の学生時代（高松中学校 - 京都帝国大学）
  - 菊池寛と芥川龍之介
  - 小説家としての成功
  - 『文藝春秋』創刊、初期の動向、ライバル誌との関係
  - 菊池寛の作品、芥川・志賀直哉などとの対比
  - ジャーナリスト兼出版社経営へ
  - 佐佐木茂索の作品、芥川との関係
  - 菊池寛の選挙出馬、文藝春秋広告部不正事件
  - 佐佐木茂索の文藝春秋入社、経営者への転身
  - 菊池寛と佐佐木茂索の間柄
  - その他逸話（将棋・ピンポンなど）
  - それぞれのその後

## エピソード
- 小説家・劇作家の井上ひさしは「『形影 菊池寛と佐佐木茂索』を改めて読み返しますと、戯曲に対する基本的な理解度はすごいですよ。菊池寛の戯曲に仮託して自分の戯曲観をおっしゃってるんですけど、我々、今実際に芝居を書いている人間がいちばん苦労していることを、ちゃんと指摘しているんです」と述べている[1]。
- 近代文学研究者の紅野敏郎は「菊池寛執筆にあたって、松本清張の用いた材料は、それほど新しいものではなく、文学史家ならばよく知っているごくありふれたものであった。にもかかわらずこの作品には不思議な魅力がひそんでいる。それはあくまでもわが身にひきくらべつつ、わが心に即し、この作品を書き進めているからであろう」と評している[2]。